# Randy Schneider
Randy Abogado Schneider (ur. 27 sierpnia 2001 w Szafuzie) – szwajcarski piłkarz filipińskiego pochodzenia grający na pozycji pomocnika w klubie FC Winterthur.

## Kariera juniorska
Schneider grał jako junior w FC Beringen, FC Schaffhausen i Grasshopper Club Zürich (do 2019).

## Kariera seniorska

### Grasshopper Club Zürich
Schneider zadebiutował w pierwszej drużynie Grasshopper Club Zürich 7 lipca 2020 w meczu z FC Stade Lausanne-Ouchy (4:0). Pierwszą bramkę zdobył 14 lipca 2020 w wygranym 2:1 spotkaniu przeciwko FC Chiasso. Łącznie rozegrał dla nich 4 mecze i strzelił jednego gola.
Schneider w rezerwach Grasshopper Club Zürich wystąpił 14 razy i zdobył 3 bramki.

### FC Aarau
Schneider został wypożyczony do FC Aarau 16 września 2020. Debiut dla nich zaliczył 19 września 2020 w przegranym 1:3 spotkaniu przeciwko FC Wil. 1 lipca 2021 przeszedł na zasadzie transferu definitywnego do tego klubu. Pierwszego gola strzelił 29 października 2021 w meczu z FC Vaduz (1:2). Ostatecznie w ich barwach wystąpił 56 razy i zdobył 9 bramek.

### FC Sankt Gallen
Schneider przeszedł do FC Sankt Gallen 10 czerwca 2022. Debiut dla nich zaliczył 17 lipca 2022 w przegranym 0:1 spotkaniu przeciwko Servette FC. Łącznie rozegrał dla nich 17 meczów, nie strzelił żadnego gola.
Schneider w rezerwach FC Sankt Gallen wystąpił 3 razy i zdobył jedną bramkę.

### FC Winterhurt
Schneider przeniósł się do FC Winterthur 13 czerwca 2023. Debiut dla nich zaliczył 30 lipca 2023 w przegranym 2:5 spotkaniu przeciwko FC Basel. Pierwszego gola strzelił 12 sierpnia 2023 w meczu ze swoją byłą drużyną – Grasshopper Club Zürich (3:1).

## Kariera reprezentacyjna

### Młodzieżowe reprezentacje Szwajcarii
Schneider w latach 2015–2016 grał w reprezentacji Szwajcarii U-15 (4 mecze i jeden gol), a w latach 2016–2017 w reprezentacji Szwajcarii U-16 (7 meczów, bez goli). W 2017 zagrał jeden mecz w kadrze Szwajcarii U-17, a w latach 2018–2019 dwukrotnie wystąpił w reprezentacji Szwajcarii U-18. W 2019 wystąpił w pięciu spotkaniach (bez goli) w kadrze Szwajcarii U-19. W 2020 zagrał jeden mecz w reprezentacji Szwajcarii U-20, a w 2022 wystąpił w dwóch spotkaniach w barwach kadry Szwajcarii U-21.

### Filipiny
Schneider zadebiutował w reprezentacji Filipin 25 marca 2025 w meczu z Malediwami (4:1), strzelił wtedy też swojego pierwszego gola i zanotował asystę.

### Bramki w reprezentacji
| Lp. | Data          | Miejsce                       | Przeciwnik | Bramka | Rezultat | Ranga meczu              |
| --- | ------------- | ----------------------------- | ---------- | ------ | -------- | ------------------------ |
| 1.  | 25 marca 2025 | Stadion New Clark City, Capas | Malediwy   | 3:1    | 4:1      | el. do Pucharu Azji 2027 |